# Позняк Степан Павлович

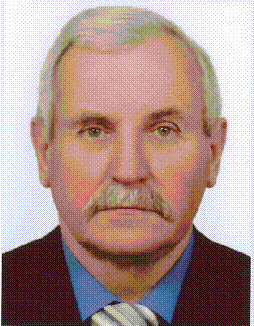
Позняк Степан Павлович

Степан Павлович Позняк (2 липня 1943, м. Олесько Буського району Львівської області — 2 жовтня 2024, Львів) — український учений у галузі ґрунтознавства, доктор географічних наук, професор, академік АН ВШ України, Заслужений діяч науки і техніки України (2018). Заслужений професор Львівського університету (2016).

## Біографія
Народився в містечку Олесько Буського району Львівської області. З 1950 навчався в Олеській середній школі, яку закінчив 1960 року. У 1960—1961 роках здобув спеціальність токаря з металу в технічному училищі № 8 м. Львова і працював робітником на заводі мотовелосипедів.
1961 — вступив на географічний факультет Львівського державного університету, який закінчив 1966 року. Навчався за спеціальністю «Географія», спеціалізація — геоморфологія. Ще студентом вивчав сучасні геоморфологічні процеси в Карпатах під керівництвом професора П. М. Цися. Після закінчення університету працював інженером науково-дослідного сектора та ґрунтознавчої експедиції НДС Львівського університету.
1967–1969 — брав участь у проведенні великомасштабних ґрунтових обстежень у Північноказахстанській і Кокчетавській областях Казахстану та Читинській області РФ. 1969 року вступив до очної аспірантури кафедри ґрунтознавства і географії ґрунтів Одеського університету ім. І. І. Мечникова. Після закінчення аспірантури працював молодшим науковим співробітником Проблемної науково-дослідної лабораторії кафедри ґрунтознавства і географії ґрунтів Одеського державного університету ім. І. І. Мечникова.
Після успішного захисту кандидатської дисертації «Зміни властивостей південних чорноземів Правобережної України під впливом зрошення» Степан Позняк отримав у січні 1975 науковий ступінь кандидата географічних наук, а в червні 1978 йому присвоїли вчене звання старшого наукового співробітника зі спеціальності «Біогеографія та географія ґрунтів». З цього ж року перейшов на посаду доцента кафедри ґрунтознавства і географії ґрунтів Одеського університету.
Жовтень 1992 — в Ґрунтовому інституті ім. В. В. Докучаєва (Москва) захистив докторську дисертацію «Зрошувані чорноземи південного заходу України». Вчителем та науковим керівником його в цей час був видатний учений-ґрунтознавець і географ, завідувач першої в Україні кафедри ґрунтознавства і географії ґрунтів Одеського університету ім. І. І. Мечникова професор І. М. Гоголєв.
1993 — очолив новостворену кафедру географії ґрунтів Львівського університету імені Івана Франка (зараз — кафедра ґрунтознавства і географії ґрунтів).
1994 — присвоєно вчене звання професора кафедри географії ґрунтів Львівського державного університету імені Івана Франка.
2016 — присвоєно почесне звання «Заслужений професор Львівського національного університету імені Івана Франка».
2018 — удостоєний Почесного звання «Заслужений діяч науки і техніки України».

## Наукова діяльність
Наукові інтереси — в галузі ґрунтово-екологічних проблем, моніторингу земельних ресурсів, динаміки ґрунтотворних процесів, методики великомасштабних ґрунтових досліджень, якісної оцінки земель, земельного кадастру.
Автор понад 330 публікацій, із них близько 100 у міжнародних виданнях, 16 монографій, 4 навчальних посібників із грифом МОН України. Є автором першого в Україні україномовного підручника «Ґрунтознавство і географія ґрунтів» у двох частинах (2010 р.). Започаткував серію «Ґрунти України», з якої видано 16 монографій, серію «Українські ґрунтознавці» — одне видання «Професор Іван Гоголєв».
Підготував 7 докторів і 21 кандидата наук. Є науковим керівником сертифікованої лабораторії фізико-хімічних аналізів ґрунтів. Тривалий час був науковим керівником Проблемної науково-дослідної лабораторії ґрунтознавства і екології землекористування.
Голова Львівського відділення Українського товариства ґрунтознавців і агрохіміків (УТҐА), член президії УТҐА, голова комісії, співголовуючий комісії «Ґенеза, географія та класифікація ґрунтів», член спеціалізованих рад із захисту докторських і кандидатських дисертацій у Львівському університеті. Тривалий час був експертом ВАК України з географічних наук. Академік Української Екологічної академії наук (1995). Академік Академії наук вищої школи України (1996). Дійсний член НТШ.

## Звання і нагороди
Почесний член Українського географічного товариства, нагороджений золотою відзнакою Польського товариства ґрунтознавців, член Міжнародного і Європейського товариств ґрунтознавців.
Нагороджений знаком «Відмінник освіти України» (1998). Лауреат Нагороди Ярослава Мудрого АН ВШ України (2010). «Почесний громадянин Буського району» (2013).